# Hephthocara simum
Hephthocara simum är en fiskart som beskrevs av Alcock 1892. Hephthocara simum ingår i släktet Hephthocara och familjen Bythitidae. IUCN kategoriserar arten globalt som otillräckligt studerad. Inga underarter finns listade i Catalogue of Life.